# Porta Portese
Porta Portese é um antigo portão da cidade localizado no final da Via Portuense justamente no local onde ela se encontra com a Via Porta Portese, a cerca de um quarteirão das margens do rio Tibre, na porção sul do rione Trastevere de Roma.

## História
Ele foi construído em 1644 como parte da Muralha do Janículo, que substituiu a Porta Portuense por Vincenzo Maculani por encomenda do papa Urbano VIII. Imediatamente depois do portão, um grande arsenal foi erigido pelo papa Clemente XI em 1714.
Até o final do século XIX, o Porto da Ripa Grande, na época o principal da cidade, ficava nas redondezas. A Via Portuense começa ali e ligava Roma a cidade de Portus.
Um popular mercado de pulgas acontece todos os domingos na área da Porta Portese.